# Aeropuerto de Churchill Falls
El Aeropuerto de Churchill Falls (del inglés: Churchill Falls Airport) (IATA: ZUM, OACI: CZUM) es de propiedad de Churchill Falls (Labrador) Corp.  Provincial Airlines ofrece vuelos regulares a este aeropuerto, que sirvió a 1.400 anualmente entre 2000 y 2003. Este aeropuerto está ubicado a 4 MN (7.4 km; 4.6 mi) al noroeste de Churchill Falls, Terranova y Labrador, Canadá.

## Aerolíneas y destinos
- Provincial Airlines
  - Deer Lake / Aeropuerto de Deer Lake
  - Goose Bay / Base Aérea Goose Bay